# 2021年P. LEAGUE+總冠軍賽

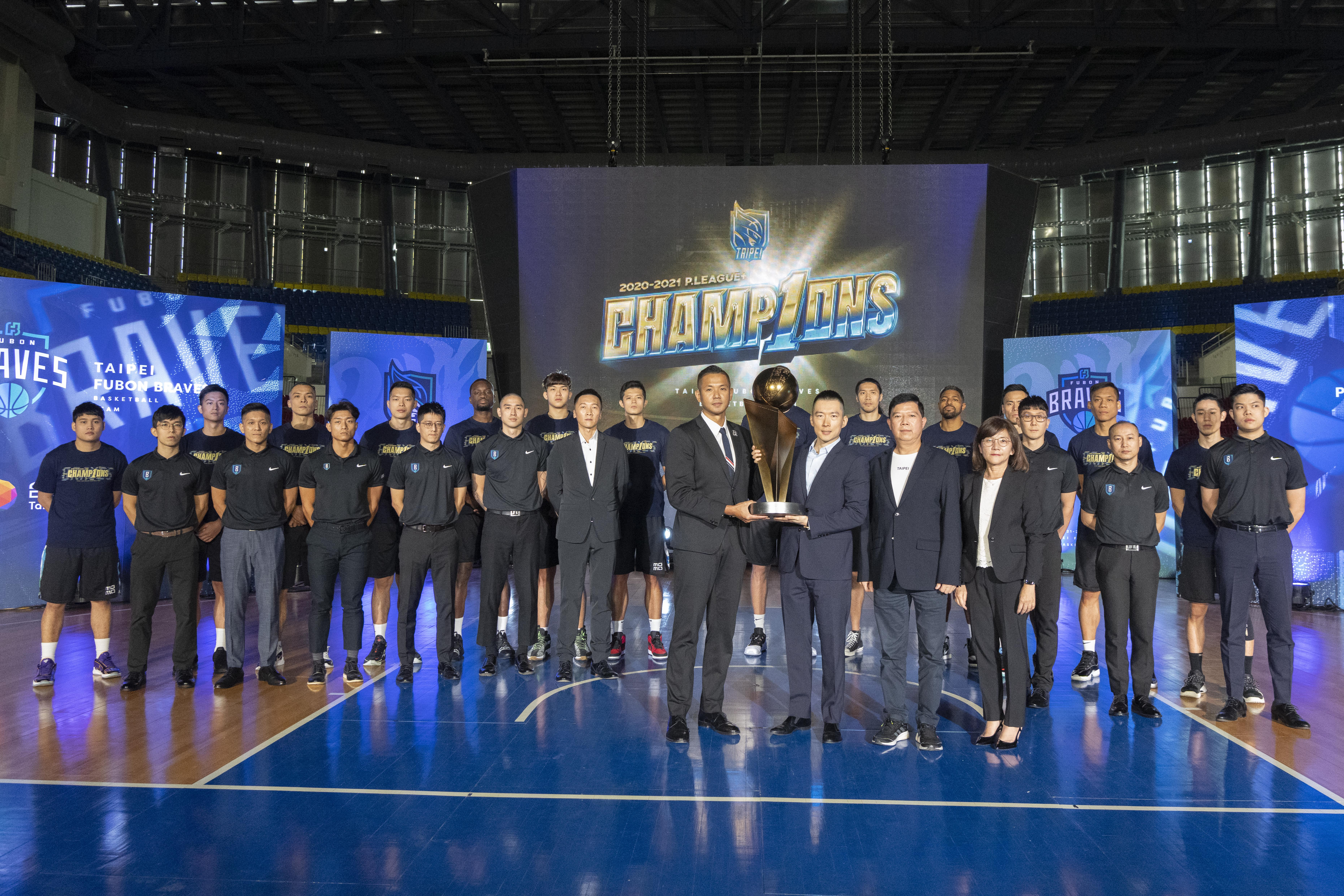
2021年11月11日，臺北富邦勇士正式從P. LEAGUE+執行長陳建州手中接下冠軍金盃

2021年P. LEAGUE+總冠軍賽是P. LEAGUE+（PLG）2020-21賽季總冠軍系列賽以及2021年季後賽最後一輪系列賽，比賽採用七戰四勝制。總冠軍賽由臺北富邦勇士對戰福爾摩沙台新夢想家，系列賽於2021年5月7日至5月15日進行。
2021年5月11日，聯盟宣佈總冠軍賽第三戰到第七戰因臺灣2019冠状病毒病疫情採閉門進行。5月12日，聯盟宣佈因應嚴重特殊傳染性肺炎疫情升級，調整總冠軍賽第四戰到第七戰為「打一休一」模式、比賽時間皆為晚上七點開打，其中第六戰由原先排定的彰化縣立體育館移至臺北和平籃球館舉行。5月15日，聯盟在第四戰開打前宣佈因應臺北市與新北市嚴重特殊傳染性肺炎疫情升級成第三級警戒，調整總冠軍賽第四戰與第五戰、第六戰與第七戰為「背靠背」模式，而賽事會留在彰化縣立體育館舉行；聯盟在第四戰結束後宣佈，彰化縣政府因應嚴重特殊傳染性肺炎疫情暫停開放縣內運動場館，聯盟因此暫停進行總冠軍賽第五戰至第七戰賽事。5月18日，聯盟宣佈考量臺灣嚴重特殊傳染性肺炎疫情第三級警戒擴大，經過臺北富邦勇士與福爾摩沙台新夢想家討論同意後，聯盟裁定臺北富邦勇士為2020-21賽季年度總冠軍，總冠軍賽MVP則由臺北富邦勇士辛特力（Mike Singletary）獲得。

## 對陣圖
|  | 季後挑戰賽 | 季後挑戰賽         | 季後挑戰賽 |  |  | 總冠軍賽 | 總冠軍賽           | 總冠軍賽 |  |
|  |            |                    |            |  |  |          |                    |          |  |
|  | 2          | 桃園領航猿         | 2          |  |  |          |                    |          |  |
|  | 3          | 福爾摩沙台新夢想家 | 3          |  |  | 1        | 臺北富邦勇士       | 3        |  |
|  |            |                    |            |  |  | 3        | 福爾摩沙台新夢想家 | 1        |  |

粗體表示系列賽贏家

## 例行賽對戰紀錄
| 2020年12月19日 |

| 詳細數據 |

| 臺北富邦勇士 89–86 福爾摩沙台新夢想家 |

| 2021年1月16日 |

| 詳細數據 |

| 福爾摩沙台新夢想家 95–115 臺北富邦勇士 |

| 2021年1月31日 |

| 詳細數據 |

| 臺北富邦勇士 111–84 福爾摩沙台新夢想家 |

| 2021年2月6日 |

| 詳細數據 |

| 臺北富邦勇士 91–100 福爾摩沙台新夢想家 |

| 2021年2月27日 |

| 詳細數據 |

| 臺北富邦勇士 89–101 福爾摩沙台新夢想家 |

| 2021年3月6日 |

| 詳細數據 |

| 福爾摩沙台新夢想家 104–114 臺北富邦勇士 |

| 2021年3月16日 |

| 詳細數據 |

| 福爾摩沙台新夢想家 94–99 臺北富邦勇士 |

| 2021年3月28日 |

| 詳細數據 |

| 福爾摩沙台新夢想家 106–110 臺北富邦勇士 |

## 賽事過程

### 第一場
| 5月7日 19:00 |

| 詳細數據 |

| 福爾摩沙台新夢想家 114–109 臺北富邦勇士                     |  |                                                                              |
| 每節分數： 31–28、27–25、25–30、31–26                       |  |                                                                              |
| 得分： 希克斯（42） 篮板： 希克斯（17） 助攻： 楊敬敏（10） |  | 得分： 辛特力 / 塞瑟夫（23） 篮板： 塞瑟夫（15） 助攻： 辛特力 / 林志傑（8） |
| 福爾摩沙台新夢想家以1比0拔得頭籌                            |  |                                                                              |

福爾摩沙台新夢想家楊敬敏於總冠軍賽第一戰的第四節剩餘3分2秒時，在24秒進攻時間到點後出手命中三分球，場上三名裁判並未響哨，引起臺北富邦勇士總教練許晉哲不滿走到紀錄台抗議，場上三位裁判經討論後維持三分球進算的判決。賽後聯盟發佈新聞稿表示，經裁判長林錦龍檢視，該球是在24秒進攻時限後才出手，因此球進不算並確認為裁判漏吹。裁判長也決定向該場三名裁判賴建忠、陳肇英與陽和平，祭出總冠軍賽禁賽處分。而臺北和平籃球館的兩邊計時器秒數有不同步的情況，在楊敬敏投出三分球時，身後計時器還有0.1秒出手時間，但楊敬敏身前的計時器時間已經到點。

### 第二場
| 5月9日 17:00 |

| 詳細數據 |

| 福爾摩沙台新夢想家 82–106 臺北富邦勇士                  |  |                                                            |
| 每節分數： 18–27、21–28、22–29、21–22                   |  |                                                            |
| 得分： 希克斯（19） 篮板： 塔克（13） 助攻： 塔克（10） |  | 得分： 辛特力（29） 篮板： 辛特力（12） 助攻： 辛特力（8） |
| 臺北富邦勇士扳成1比1平手                                |  |                                                            |

### 第三場
| 5月13日 19:00 |

| 詳細數據 |

| 臺北富邦勇士 114–110 福爾摩沙台新夢想家（OT）               |  |                                                            |
| 每節分數： 24–15、28–32、35–31、14–23、： 13–9              |  |                                                            |
| 得分： 張宗憲（25） 篮板： 辛特力（16） 助攻： 辛特力（12） |  | 得分： 希克斯（31） 篮板： 希克斯（18） 助攻： 李德威（6） |
| 臺北富邦勇士以2比1領先                                      |  |                                                            |

### 第四場
| 5月15日 19:00 |

| 詳細數據 |

| 臺北富邦勇士 115–90 福爾摩沙台新夢想家                              |  |                                                            |
| 每節分數： 33–23、27–15、31–20、24–32                               |  |                                                            |
| 得分： 塞瑟夫（25） 篮板： 塞瑟夫（17） 助攻： 辛特力 / 林書緯（9） |  | 得分： 希克斯（33） 篮板： 希克斯（17） 助攻： 錢肯尼（8） |
| 臺北富邦勇士以3比1聽牌                                              |  |                                                            |

### 取消
| 5月16日 19:00 |

| 詳細數據 |

| 福爾摩沙台新夢想家 vs. 臺北富邦勇士 |
| 因2019冠狀病毒病疫情取消            |

| 5月18日 19:00 |

| 詳細數據 |

| 臺北富邦勇士 vs. 福爾摩沙台新夢想家 |
| 因2019冠狀病毒病疫情取消            |

| 5月19日 19:00 |

| 詳細數據 |

| 福爾摩沙台新夢想家 vs. 臺北富邦勇士 |
| 因2019冠狀病毒病疫情取消            |

## 球員名單
臺北富邦勇士
福爾摩沙台新夢想家

## 外部連結
- 官方网站